# Stromile Swift
Stromile Swift (Shreveport, 21 de novembro de 1979) é um ex-jogador norte-americano de basquete profissional que atuou na  National Basketball Association (NBA). Foi o número 2 do Draft de 2000.

## Estatísticas

### Temporada regular
| Ano     | Equipe     | PJ  | PT | MPP  | %TC  | %3P   | %TL  | RPP | APP | ROB | TPP | PPP  |
| ------- | ---------- | --- | -- | ---- | ---- | ----- | ---- | --- | --- | --- | --- | ---- |
| 2000–01 | Vancouver  | 80  | 6  | 16.4 | .451 | .000  | .603 | 3.6 | .4  | .8  | 1.0 | 4.9  |
| 2001–02 | Memphis    | 68  | 14 | 26.5 | .480 | .000  | .711 | 6.3 | .7  | .8  | 1.7 | 11.8 |
| 2002–03 | Memphis    | 67  | 26 | 22.1 | .481 | .000  | .722 | 5.7 | .7  | .8  | 1.5 | 9.7  |
| 2003–04 | Memphis    | 77  | 10 | 19.8 | .469 | .250  | .725 | 4.9 | .5  | .7  | 1.5 | 9.4  |
| 2004–05 | Memphis    | 60  | 14 | 21.3 | .449 | .000  | .758 | 4.6 | .7  | .7  | 1.5 | 10.1 |
| 2005–06 | Houston    | 66  | 5  | 20.4 | .491 | .000  | .651 | 4.4 | .4  | .6  | .8  | 8.9  |
| 2006–07 | Memphis    | 54  | 18 | 19.1 | .465 | .000  | .724 | 4.6 | .3  | .6  | 1.1 | 7.8  |
| 2007–08 | Memphis    | 35  | 4  | 15.7 | .525 | .000  | .642 | 3.7 | .6  | .3  | 1.0 | 6.8  |
| 2007–08 | New Jersey | 21  | 0  | 14.0 | .477 | .000  | .750 | 3.3 | .2  | .2  | .9  | 5.0  |
| 2008–09 | Phoenix    | 13  | 0  | 9.3  | .366 | 1.000 | .533 | 2.5 | .2  | .3  | .5  | 3.0  |
| Total   |            | 547 | 97 | 19.8 | .473 | .074  | .699 | 4.6 | .5  | .6  | 1.2 | 8.4  |

### Playoffs
| Ano     | Equipe  | PJ | PT | MPP  | %TC  | %3P  | %TL  | RPP | APP | ROB | TPP | PPP |
| ------- | ------- | -- | -- | ---- | ---- | ---- | ---- | --- | --- | --- | --- | --- |
| 2003–04 | Memphis | 4  | 0  | 18.5 | .346 | .000 | .750 | 4.8 | .8  | .8  | 1.5 | 6.0 |
| 2004–05 | Memphis | 3  | 0  | 16.0 | .600 | .000 | .571 | 4.7 | .3  | .3  | .0  | 9.3 |
| Total   |         | 7  | 0  | 17.4 | .457 | .000 | .667 | 4.7 | .6  | .6  | .9  | 7.4 |